# Ghế tựa nghiêng

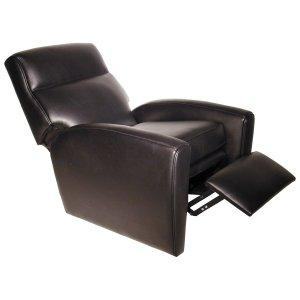
Một ghế tựa nghiêng

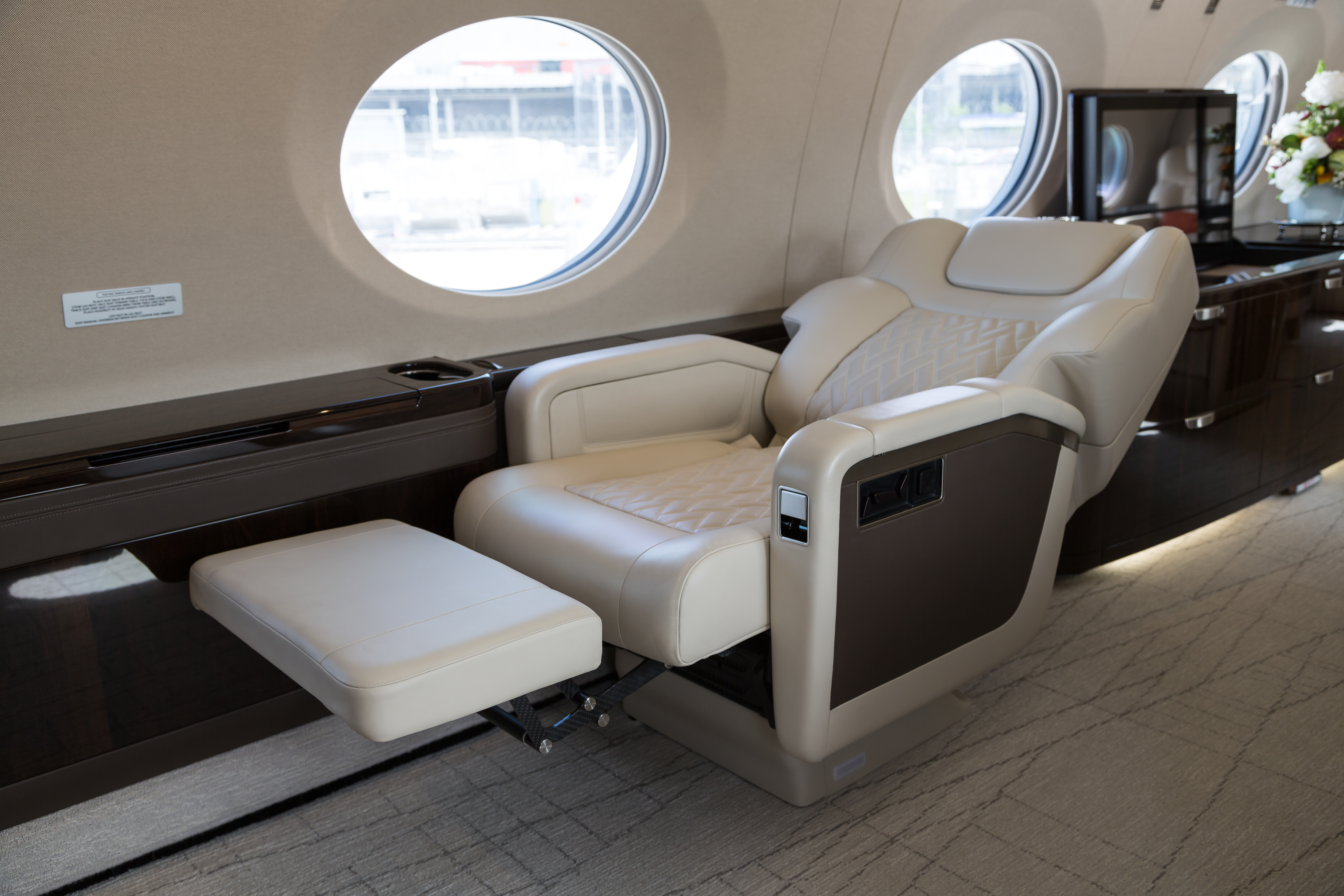
Ghế tựa nghiêng trên máy bay phản lực thương gia

Ghế tựa nghiêng/ngả (tiếng Anh recliner hoặc reclining chair) là một chiếc ghế bành (armchair), chaise lounge (lounger chair) hoặc ghế sofa có thể ngả/nghiêng ra sau khi người ngồi hạ thấp lưng ghế và nâng cao phần trước của ghế. Nó có phần tựa lưng có thể ngả/nghiêng về phía sau, và thường là chỗ để chân có thể được mở rộng bằng đòn bẩy ở thành ghế, hoặc có thể tự động mở rộng khi lưng ngả ra sau. Ghế tựa nghiêng hiện đại thường có tựa đầu có thể điều chỉnh, hỗ trợ thắt lưng và bệ để chân độc lập có thể điều chỉnh theo trọng lượng và góc của chân người dùng để tối đa hóa sự thoải mái. Các tính năng bổ sung bao gồm nhiệt, massage và rung của ghế massage hoặc sử dụng sự tiếp cận xe lăn cho người khuyết tật. Ghế tựa nghiêng cũng có thể phù hợp với tư thế gần như nằm ngửa để ngủ như ghế hớt tóc nam thường được sử dụng trong các tiệm hớt tóc, trên máy bay và tàu hỏa cũng như trong nhà.

## Từ nguyên
Từ recline, có nghĩa là ngả/tựa/dựa/gác/đặt lưng, được sử dụng lần đầu tiên vào những năm 1660. Bắt đầu từ năm 1880, từ recliner được sử dụng để mô tả một loại ghế.

## Lịch sử
Vào khoảng năm 1850, người Pháp đã giới thiệu một chiếc giường trại ngả lưng có thể dùng đa năng như ghế, giường và chaise longue. Nó bằng khung thép có đệm thêm phần gác tay và có thể di động. Vào cuối những năm 1800, nhiều thiết kế đã được tìm thấy ở những chiếc ghế có bánh lăn chuyển động (motion chair) được làm bằng gỗ với phần đệm và lưng tựa. Các thiết kế khác từ Pháp và Mỹ còn gồm một ngăn đựng tài liệu hoặc sách. Chiếc ghế tựa nghiêng đầu tiên được cho là thuộc sở hữu của Napoléon III..
Knabush và Shoemaker, hai anh em họ người Mỹ, được cho là đã đạt được bằng sáng chế về một chiếc ghế tựa nghiêng bằng gỗ. Thiết kế giống như ghế tựa nghiêng bằng gỗ được tìm thấy trong các thiết kế khác. Được cấp vào năm 1928, bằng sáng chế đã dẫn đến sự thành lập của La-Z-Boy . Năm 1930, Knabush và Shoemaker đã được cấp bằng sáng chế cho một mẫu ghế được bọc với bộ chuyển động cơ học.
Năm 1959, Daniel F. Caldemeyer được cấp bằng sáng chế cho một chiếc ghế tựa nghiêng với tư cách là chủ sở hữu của National Furniture Mfg. Co có trụ sở tại Evansville, Indiana. Tên của ông được đặt dựa trên thực tế là ông đã phát triển chiếc ghế của mình dựa trên khoa học về động học mà ông đã sử dụng khi phục vụ trong Lực lượng Không quân Hoa Kỳ. Thiết kế của ông đã được NASA sử dụng cho các ghế trong Dự án Mercury, Gemini và Apollo.

## Biến thể

### Ghế tựa nghiêng có bánh xe
Ghế tựa nghiêng gia đình truyền thống thường là những đồ vật lớn bất động, không bao giờ di chuyển và phải được kéo hoặc mang theo để di chuyển. Giờ đây, các nhà sản xuất đồ nội thất gia đình sản xuất ghế tựa nghiêng bằng da có đệm dày hoặc vải nhồi quá nhiều với bộ bánh lăn (casters).
Ghế tựa nghiêng có bánh lăn cũng được thiết kế cho môi trường y tế như sử dụng trong viện dưỡng lão hoặc bệnh viện. Ghế tựa nghiêng y tế thường có móc phụ kiện và một bàn tay và khay có thể tháo rời tùy chọn.

### Ghế tựa nghiêng sát/ôm tường
Sử dụng cho các căn hộ chung cư, ghế tựa nghiêng sát/ôm tường được sử dụng để tiết kiệm diện tích. Ghế tựa nghiêng sát tường được định vị bằng inch giữa chính nó và tường và chỉ ngả về phía trước. Điều này đạt được bằng cách sử dụng cơ chế trượt bên dưới ghế đẩy nửa dưới của ghế về phía trước để lưng của ghế tựa nghiêng không bao giờ áp sát vào tường hơn, do đó đảm bảo sử dụng hiệu quả không gian.

### Ghế bành tự nâng
Ghế bành tự nâng (riser armchair) hoặc ghế nâng bao gồm hệ thống dựng đứng, dành cho người cao tuổi và người bị hạn chế khả năng vận động.